# Нитрийское викариатство
Нитри́йская епископи́я (греч. Επισκοπή Νιτρίας) — титулярное викариатство Александрийской православной церкви. Названа по имени Нитрийской пустыни — древнего центра египетского монашества.
Епископия была создана в 1972 году, когда священник-африканец Георгий (Гатуна) был избран викарным епископом Восточно-Африканской митрополии с титулом епископа Нитрийского.

## Епископы
- Георгий (Гатуна) (25 февраля 1973 — 30 ноября 1979)
- Иоанн (Захариу) (16 марта — 23 сентября 1997)
- Алексий (Леонтаритис) (29 ноября 1999 — 27 октября 2004)
- Никодим (Приангелос) (12 ноября 2006 — 23 ноября 2013)
- Неофит (Конгай) (21 декабря 2014 — 24 ноября 2015)
- Никодим (Булаксис) (с 27 марта 2016)